# Nobuyuki Tanaka

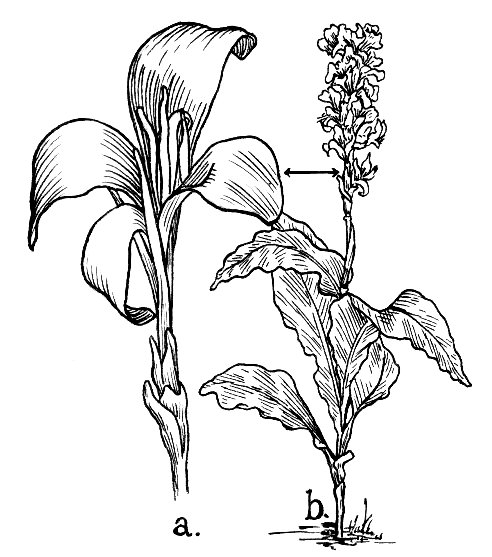
Canna dicolor var discolor (Lindl.) Nob.Tanaka.

Nobuyuki Tanaka es un investigador japonés de botánica económica de la Universidad Metropolitana de Tokio, el Jardín Botánico Makino en la Prefectura de Kōchi, Japón .
Tanaka es un experto en la familia Cannaceae, y en 2001 publicó una revisión de esa familia para las especies del Nuevo Mundo y Asia.
- La abreviatura «Nob.Tanaka» se emplea para indicar a Nobuyuki Tanaka como autoridad en la descripción y clasificación científica de los vegetales.[2]

## Algunas publicaciones
- tetsuya Matsui, tsutomu Yagihashi, tomoki Nakaya, hirosi Taoda, shuichiro Yoshinaga, hiromu Daimaru, nobuyuki Tanaka. 2004a. Probability distributions, vulnerability and sensitivity in Fagus crenata forests following predicted climate changes in Japan. En: Journal of Vegetation Science Vol. 15, n.º 5, pp. 605-614

- -----------------------, -----------------------------, ---------------------, nobuyuki Tanaka, hiroshi Taoda. 2004b. Climatic controls on distribution of Fagus crenata forests in Japan. En: Journal of Vegetation Science Vol. 15, No. 1, pp. 57-66

- nobuyuki Tanaka. 2004c. The utilization of edible Canna plants in southeastern Asia and southern China. En Economic Botany 52 (1) pp 112-114 The New York Botanical Garden.

- naoko Yamashita, nobuyuki Tanaka, yoshio Hoshi, hiromichi Kushima, koichi Kamo. 2003. Seed and seedling demography of invasive and native trees of subtropical Pacific islands. En Journal of Vegetation Science Vol. 14, n.º 1, pp. 15-24